# Armapur Estate
Armapur Estate è una suddivisione dell'India, classificata come census town, di 20.797 abitanti, situata nel distretto di Kanpur Nagar, nello stato federato dell'Uttar Pradesh. In base al numero di abitanti la città rientra nella classe III (da 20.000 a 49.999 persone).

## Geografia fisica
La città è situata a 26° 28' 16 N e 80° 15' 30 E.

## Società

### Evoluzione demografica
Al censimento del 2001 la popolazione di Armapur Estate assommava a 20.797 persone, delle quali 11.270 maschi e 9.527 femmine. I bambini di età inferiore o uguale ai sei anni assommavano a 1.893, dei quali 999 maschi e 894 femmine. Infine, coloro che erano in grado di saper almeno leggere e scrivere erano 16.549, dei quali 9.812 maschi e 6.737 femmine.